# ルパン三世
『ルパン三世』（ルパンさんせい）は、モンキー・パンチによる日本の漫画作品およびそれを原作としたアニメ作品。
怪盗アルセーヌ・ルパンの孫・ルパン三世を主人公に設定している。1971年にテレビアニメ化されてからは映画、OVA、ゲーム化などの各種メディア展開がされ、現在に至るまで半世紀以上、幅広い層からの人気を得ている。

## 原作漫画（旧）
『漫画アクション』1967年8月10日号（創刊号）から1969年5月22日号まで連載。全94話。エロティック・クライム・サスペンス作品。
その絵はモート・ドラッカーの影響を色濃く残し、登場人物は長身でひょろりとした線で描かれる。青年誌に掲載されたため、アニメの義賊的なイメージ（特に第1シリーズ後半以降）とは趣が異なり、ルパンは殺人やレイプを厭わない悪党として描かれるほか、ハードボイルド色が強い描写や性的な描写が頻繁にある。
殺伐としたハードでダークな作風とする声もあるが、モンキー・パンチと交友があったイラストレーターのタッド星谷はこれを否定し、「『MADマガジン』のユーモア精神を受け継いだ、ゲラゲラ笑えるお色気アクションギャグ漫画」としている。また、アニメでルパンを演じた山田康雄は、当作の特徴に「速いテンポ、心地よいリズム感、溢れるギャグ、生真面目な人が怒り出すような飛躍」などを挙げ、「漫画ではなく、“アメリカン・コミック”に対比される“ジャパン・コミック”」と評している。

### サブタイトル

#### 各話タイトル
連載時と収録の順番がやや異なっている（そのため、第43話で仲間になったはずの五右ェ門が、第47話で再び対立している）。
- 第1話 ルパン三世颯爽登場[注釈 1]
- 第2話 脱獄[注釈 2]
- 第3話 死んでゆくブルース
- 第4話 あかせて頂戴あいつのハナ
- 第5話 サスペンス・ゾーン
- 第6話 シッパイ大作戦
- 第7話 魔術師
- 第8話 フウテン探偵[注釈 3]
- 第9話 集まれ奇人ども
- 第10話 クレイジー・ルパン
- 第11話 健在ルパン帝国
- 第12話 王手飛車とり
- 第13話 ルパン殺し
- 第14話 賞金稼ぎ
- 第15話 シャモ狩り[注釈 4]
- 第16話 ルパンに関する12章
- 第17話 どじ
- 第18話 死体品切れ
- 第19話 ナサケ御無用
- 第20話 俺はタダイマぬすっ人修行中
- 第21話 クール・タッチ
- 第22話 ドンデン返し
- 第23話 氷山の一っかく
- 第24話 トブな悪党
- 第25話 アノ蒼白き城を見よ
- 第26話 男1000匹
- 第27話 プレイ・メイト
- 第28話 五右ェ門登場
- 第29話 ブラック・ポイント
- 第30話 現代下剋上
- 第31話 鼠は死してシッポを残す
- 第32話 ルパンの法則
- 第33話 はなれ技
- 第34話 盗っ人ゲーム
- 第35話 ハプニング
- 第36話 あるヤングマンの場合
- 第37話 ルパン三世とアルセーヌ・ルパンの対決
- 第38話 遺産7200億
- 第39話 怪童
- 第40話 ジャリ
- 第41話 砕く
- 第42話 免許皆伝
- 第43話 殺しのない日（｢殺と盗の……ない日｣改題）
- 第44話 じん性ERO・ERO
- 第45話 男の中の女の顔
- 第46話 絶対突破
- 第47話 ウハニ
- 第48話 123死56
- 第49話 狂&狂
- 第50話 サイケデリック氏
- 第51話 サイケ好き
- 第52話 フレッシュ・マン
- 第53話 危険スレスレ
- 第54話 ハレンチ・マン
- 第55話 ルパンの大罪
- 第56話 DEAD HEAT
- 第57話 トリプルプレイ
- 第58話 失神す……
- 第59話 きわどいカラッポ
- 第60話 鼠
- 第61話 影対陰
- 第62話 サイケ馬鹿
- 第63話 サイケ一族
- 第64話 義賊部々員
- 第65話 アングラ学生
- 第66話 ルパン三世対女子大学生
- 第67話 殺ってよかった
- 第68話 第一人称
- 第69話 ストレートフラッシュ
- 第70話 泰山鳴動鼠一匹
- 第71話 ルパン嵐
- 第72話 鬼
- 第73話 キミが殺れオレが葬る（その1）
- 第74話 キミが殺れオレが葬る（その2）
- 第75話 私を愛したルパン♡
- 第76話 バカとハジキは使いよう=テッテイ篇=
- 第77話 バカとハジキは使いよう=ナンセンス篇=
- 第78話 バカとハジキは使いよう=サスペンス篇=
- 第79話 バカとハジキは使いよう=エロチック篇=
- 第80話 任侠ルパン節
- 第81話 能ある悪党は牙をかくす（その1）
- 第82話 能ある悪党は牙をかくす（その2）
- 第83話 能ある悪党は牙をかくす（その3）
- 第84話 イヌも歩けばルパンにあたる（その1）
- 第85話 イヌも歩けばルパンにあたる（その2）
- 第86話 イヌも歩けばルパンにあたる（その3）
- 第87話 イヌも歩けばルパンにあたる（その4）
- 第88話 せいては盗をしそんじる（その1）
- 第89話 せいては盗をしそんじる（その2）
- 第90話 せいては盗をしそんじる（その3）
- 第91話 我が盗争（その1）
- 第92話 我が盗争（その2）
- 第93話 我が盗争（その3）
- 最終話 さらば愛しきルパン![注釈 5]

## アニメ
2023年現在、テレビシリーズが7作、単発長編作品「テレビスペシャル」が28作、新作映画は単独作品8作、クロスオーバー作品が2作。そのほかOVAも数作作られている。
アニメの設定は制作時点での現代を舞台とし、当時の国際情勢や流行を題材とした作品が多いが、初期の原作漫画が連載されていた1960年代後半を舞台とした作品も存在し、ごく少数ながら江戸時代や近未来を舞台としたものもある。原作漫画のアニメ化は『PARTIII』までは比較的多く見られたが、1980年代後半以降の作品は原則オリジナルの脚本が使用されている。
作品は全て日本テレビ系列で放送され、読売テレビ・日本テレビとトムス・エンタテインメント（改名前の東京ムービーなど、以下TMS）が製作している。アニメ制作については一部のテレビスペシャルや第2シリーズの一部の回、第4シリーズ・PART5、劇場短編シリーズはTMSの子会社のテレコム・アニメーションフィルムが担当している。

### 製作に至る経緯とその後の反響
1968年にエイケンがアニメ化を画策するも失敗に終わり、その後、東宝の劇場ヤクザアニメ映画を目的としてAプロダクションにて企画会議が発足。翌1969年にパイロットフィルムが製作された。脚本も4本用意されたがいずれも未使用に終わっている。
1971年からテレビアニメ『ルパン三世（TV第1シリーズ）』が日本テレビ系列で放送を開始した。当初は大人向けの作品を志向していたが、当時の視聴者の関心を集めることができず、対象年齢を下げるという路線変更の後に打ち切られた。しかし放送終了後、放映料が安かったこともあり全国で再放送が繰り返された結果、そのたびに人気が高まり、5年後の1977年に『ルパン三世（TV第2シリーズ）』が製作された。この第2シリーズが高評価であったことや、前述の第1シリーズが再放送で評価が高まったことから、現在までに及ぶルパン三世のキャラクターと人気が確立した。
断続的ではあるものの、1971年から制作されている長寿番組である。

### テレビシリーズ
各シリーズの詳細については、それぞれのシリーズの項目先を参照。
| 通算シリーズ | 放送開始日     | 放送終了日    | 題名                               | 監督                                       | シリーズ構成        | キャラクターデザイン | 音楽     | 話数    |
| ------------ | -------------- | ------------- | ---------------------------------- | ------------------------------------------ | ------------------- | -------------------- | -------- | ------- |
| 第1シリーズ  | 1971年10月24日 | 1972年3月26日 | ルパン三世                         | おおすみ正秋 ↓ Aプロダクション演出グループ | -                   | 大塚康生             | 山下毅雄 | 全23話  |
| 第2シリーズ  | 1977年10月3日  | 1980年10月6日 | ルパン三世                         | 鈴木清順（監修）                           | 大和屋竺            | 北原健雄             | 大野雄二 | 全155話 |
| 第3シリーズ  | 1984年3月3日   | 1985年11月6日 | ルパン三世 PARTIII                 | -                                          | 飯岡順一 小野田博之 | 青木悠三             | 大野雄二 | 全50話  |
| 番外編       | 2012年4月5日   | 2012年6月28日 | LUPIN the Third -峰不二子という女- | 山本沙代                                   | 岡田麿里            | 小池健               | 菊地成孔 | 全13話  |
| 第4シリーズ  | 2015年10月2日  | 2016年3月18日 | ルパン三世                         | 友永和秀（総監督） 矢野雄一郎（監督）      | 高橋悠也            | 横堀久雄             | 大野雄二 | 全26話  |
| 第5シリーズ  | 2018年4月4日   | 2018年9月19日 | ルパン三世 PART5                   | 矢野雄一郎                                 | 大河内一楼          | 横堀久雄             | 大野雄二 | 全24話  |
| 第6シリーズ  | 2021年10月10日 | 2022年3月27日 | ルパン三世 PART6                   | 菅沼栄治                                   | 大倉崇裕 ↓ 村越繁   | 丸藤広貴             | 大野雄二 | 全25話  |

#### テレビシリーズの放送局
特記がないものはTV第1シリーズ・TV第2シリーズ・PARTIII・PART6の4作品を放送していた局。系列は現在の系列。
| 放送地域               | 放送局             | 放送系列                                     | 備考 |
| ---------------------- | ------------------ | -------------------------------------------- | --- |
| 近畿広域圏             | 読売テレビ         | 日本テレビ系列                               | 第1シリーズ・PARTIII制作局 『LUPIN the Third -峰不二子という女-』・2015年シリーズ・PART5・PART6も放送            |
| 関東広域圏             | 日本テレビ         | 日本テレビ系列                               | 第2シリーズ幹事局 『LUPIN the Third -峰不二子という女-』・2015年シリーズ・PART5・PART6制作局                     |
| 北海道                 | 札幌テレビ         | 日本テレビ系列                               | |
| 青森県                 | 青森放送           | 日本テレビ系列                               | |
| 岩手県                 | テレビ岩手         | 日本テレビ系列                               | |
| 宮城県                 | ミヤギテレビ       | 日本テレビ系列                               | |
| 秋田県                 | 秋田放送           | 日本テレビ系列                               | |
| 山形県                 | 山形放送           | 日本テレビ系列                               | |
| 福島県                 | 福島中央テレビ     | 日本テレビ系列                               | 2015年シリーズ・PART5・PART6も放送                                                                               |
| 山梨県                 | 山梨放送           | 日本テレビ系列                               | 2015年シリーズ・PART5・PART6も放送                                                                               |
| 新潟県                 | NST新潟総合テレビ  | フジテレビ系列                               | 第1・第2シリーズを放送                                                                                           |
| 新潟県                 | テレビ新潟         | 日本テレビ系列                               | PARTIII・2015年シリーズ・PART6を放送                                                                             |
| 長野県                 | 信越放送           | TBS系列                                      | 第1シリーズのみ放送                                                                                              |
| 長野県                 | 長野放送           | フジテレビ系列                               | 第2シリーズのみ放送                                                                                              |
| 長野県                 | テレビ信州         | 日本テレビ系列                               | 第2シリーズ ・PARTIII・2015年シリーズ・PART5・PART6を放送                                                        |
| 静岡県                 | 静岡放送           | TBS系列                                      | 第1シリーズのみ放送                                                                                              |
| 静岡県                 | テレビ静岡         | フジテレビ系列                               | 第2シリーズを1979年6月まで放送                                                                                   |
| 静岡県                 | 静岡第一テレビ     | 日本テレビ系列                               | 第2シリーズを1979年7月から放送、PARTIII・2015年シリーズ・PART5・PART6も放送                                      |
| 富山県                 | 北日本放送         | 日本テレビ系列                               | 『LUPIN the Third -峰不二子という女-』・2015年シリーズ・PART5・PART6も放送                                       |
| 石川県                 | 北陸放送           | TBS系列                                      | 第1シリーズ・第2シリーズを放送                                                                                   |
| 石川県                 | 石川テレビ         | フジテレビ系列                               | PARTIIIのみ放送                                                                                                  |
| 石川県                 | テレビ金沢         | 日本テレビ系列                               | PART6のみ放送 |
| 福井県                 | 福井放送           | 日本テレビ系列 テレビ朝日系列                | |
| 中京広域圏             | 名古屋テレビ放送   | テレビ朝日系列                               | 第1シリーズのみ放送                                                                                              |
| 中京広域圏             | 中京テレビ         | 日本テレビ系列                               | 第2シリーズ以降の全TVシリーズを放送                                                                              |
| 鳥取県 →鳥取県・島根県 | 日本海テレビ       | 日本テレビ系列                               | 第1シリーズの放送免許エリアは鳥取県のみ 第2シリーズ・PARTIII・2015年シリーズ・PART5・PART6は鳥取県と島根県で放送 |
| 広島県                 | 広島テレビ         | 日本テレビ系列                               | 『LUPIN the Third -峰不二子という女-』・2015年シリーズ・PART6も放送                                              |
| 山口県                 | 山口放送           | 日本テレビ系列                               | |
| 徳島県                 | 四国放送           | 日本テレビ系列                               | |
| 香川県 →香川県・岡山県 | 西日本放送         | 日本テレビ系列                               | 第1シリーズ・第2シリーズの放送免許エリアは香川県のみ PARTIII・2015年シリーズ・PART6は香川県と岡山県              |
| 愛媛県                 | 南海放送           | 日本テレビ系列                               | 『LUPIN the Third -峰不二子という女-』も放送                                                                     |
| 高知県                 | 高知放送           | 日本テレビ系列                               | |
| 福岡県                 | 福岡放送           | 日本テレビ系列                               | 2015年シリーズ・PART5・PART6も放送                                                                               |
| 長崎県                 | テレビ長崎         | フジテレビ系列                               | 第1シリーズ・第2シリーズ・PARTIIIを放送                                                                          |
| 長崎県                 | 長崎国際テレビ     | 日本テレビ系列                               | 2015年シリーズ・PART5・PART6を放送                                                                               |
| 熊本県                 | テレビ熊本         | フジテレビ系列                               | 第1シリーズのみ放送                                                                                              |
| 熊本県                 | 熊本放送           | TBS系列                                      | 第2シリーズのみ放送                                                                                              |
| 熊本県                 | くまもと県民テレビ | 日本テレビ系列                               | PARTIII・PART6を放送                                                                                             |
| 大分県                 | テレビ大分         | 日本テレビ系列 フジテレビ系列                | 2015年シリーズも放送                                                                                             |
| 宮崎県                 | テレビ宮崎         | フジテレビ系列 日本テレビ系列 テレビ朝日系列 | 第1シリーズ・PARTIII・PART6を放送                                                                                |
| 宮崎県                 | 宮崎放送           | TBS系列                                      | 第2シリーズのみ放送                                                                                              |
| 鹿児島県               | 鹿児島テレビ       | フジテレビ系列                               | 第1シリーズ・第2シリーズ・PARTIIIを放送                                                                          |
| 鹿児島県               | 鹿児島読売テレビ   | 日本テレビ系列                               | 2015年シリーズ・PART6を放送                                                                                      |
| 沖縄県                 | 沖縄テレビ         | フジテレビ系列                               | 第1シリーズ・PARTIIIを放送                                                                                       |
| 沖縄県                 | 琉球放送           | TBS系列                                      | 第2シリーズのみ放送                                                                                              |

### 劇場用アニメ
| 通番   | 公開日         | 題名                               | 監督                              | 脚本              | 作画監督                                    | 音楽              | 興行収入                |
| ------ | -------------- | ---------------------------------- | --------------------------------- | ----------------- | ------------------------------------------- | ----------------- | ----------------------- |
| 第1作  | 1978年12月16日 | ルパン三世                         | 吉川惣司                          | 大和屋竺 吉川惣司 | 椛島義夫 青木悠三                           | 大野雄二          | 9億1500万円（配給収入） |
| 第2作  | 1979年12月15日 | カリオストロの城                   | 宮崎駿                            | 宮崎駿 山崎晴哉   | 大塚康生                                    | 大野雄二          | 3億500万円（配給収入）  |
| 第3作  | 1985年7月13日  | バビロンの黄金伝説                 | 鈴木清順 吉田しげつぐ             | 大和屋竺 浦沢義雄 | 青木悠三 柳野龍男 尾鷲英俊                  | 大野雄二          | -                       |
| 第4作  | 1995年4月22日  | くたばれ!ノストラダムス            | 伊藤俊也（総監督） 白土武（監督） | 柏原寛司 伊藤俊也 | 八崎健二                                    | 大野雄二          | -                       |
| 第5作  | 1996年4月20日  | DEAD OR ALIVE                      | モンキー・パンチ                  | 柏原寛司          | 江口摩吏介（総作画監督）                    | 根岸貴幸          | -                       |
| 番外編 | 2013年12月7日  | ルパン三世VS名探偵コナン THE MOVIE | 亀垣一                            | 前川淳            | 平山智（総作画監督） 須藤昌朋（総作画監督） | 大野雄二 大野克夫 | 42億6000万円            |
| 第6作  | 2019年12月6日  | THE FIRST                          | 山崎貴                            | 山崎貴            | [ 注釈 22 ]                                 | 大野雄二          | 11億6000万円            |

#### 特別編
- 1978年 『ルパン三世 ベネチア超特急』（「第2シリーズ」第8話を劇場用に再編集し、東宝チャンピオンまつりにて併映）

#### 『LUPIN THE IIIRDシリーズ』
※小池健が監督し、独自のスタッフで製作されたスピンオフ作品。
| 通番  | 公開日        | 題名              | 監督   | 脚本     | 作画監督 | 音楽           |
| ----- | ------------- | ----------------- | ------ | -------- | -------- | -------------- |
| 第1作 | 2014年6月21日 | 次元大介の墓標    | 小池健 | 高橋悠也 | 小池健   | ジェイムス下地 |
| 第2作 | 2017年2月4日  | 血煙の石川五ェ門  | 小池健 | 高橋悠也 | 小池健   | ジェイムス下地 |
| 第3作 | 2019年5月31日 | 峰不二子の嘘      | 小池健 | 高橋悠也 | 小池健   | ジェイムス下地 |
| 第4作 | 2025年6月20日 | 銭形と2人のルパン | 小池健 | 高橋悠也 | 小池健   | ジェイムス下地 |
| 第5作 | 2025年6月27日 | 不死身の血族      | 小池健 | 高橋悠也 | 小池健   | ジェイムス下地 |

#### その他
- 1984年《押井版ルパン三世》（未製作）

### テレビスペシャル
日本テレビ系列で不定期に放送されている本編90分前後の長編作品。メディアによっては、映画としても扱われている。
| 通番   | 放送日         | 題名                                          | 監督                                  | 脚本                           | キャラクターデザイン | 音楽              | 視聴率 |
| ------ | -------------- | --------------------------------------------- | ------------------------------------- | ------------------------------ | -------------------- | ----------------- | ------ |
| 第1作  | 1989年4月1日   | バイバイ・リバティー・危機一発!               | 出崎統                                | 柏原寛司                       | 古瀬登               | 大野雄二          | 13.3%  |
| 第2作  | 1990年7月20日  | ヘミングウェイ・ペーパーの謎                  | 出崎統                                | 柏原寛司                       | 古瀬登               | 大野雄二          | 19.1％ |
| 第3作  | 1991年8月9日   | ナポレオンの辞書を奪え                        | 出崎統                                | 柏原寛司                       | 工藤正明             | 大野雄二          | 17.6%  |
| 第4作  | 1992年7月24日  | ロシアより愛をこめて                          | 出崎統                                | 柏原寛司                       | 長岡康史             | 大野雄二          | 18.8%  |
| 第5作  | 1993年7月23日  | ルパン暗殺指令                                | おおすみ正秋                          | 柏原寛司                       | 江口寿志             | 大野雄二          | 18.8%  |
| 第6作  | 1994年7月29日  | 燃えよ斬鉄剣                                  | 奥脇雅晴                              | 岸間信明                       | 須藤昌朋             | 大野雄二          | 24.9%  |
| 第7作  | 1995年8月4日   | ハリマオの財宝を追え!!                        | 出崎統                                | 柏原寛司 藤田伸三 米村正二     | 須藤昌朋             | 大野雄二          | 20.6％ |
| 第8作  | 1996年8月2日   | トワイライト☆ジェミニの秘密                   | 杉井ギサブロー                        | 三井秀樹 杉井ギサブロー 東直也 | 前田実               | 根岸貴幸          | 16.8%  |
| 第9作  | 1997年8月1日   | ワルサーP38                                   | 矢野博之                              | 米村正二                       | 木﨑文智             | 大野雄二          | 21.8%  |
| 第10作 | 1998年7月24日  | 炎の記憶〜TOKYO CRISIS〜                      | 篠原俊哉                              | 藤田伸三                       | 平山智               | 大野雄二          | 24.1%  |
| 第11作 | 1999年7月30日  | 愛のダ・カーポ〜FUJIKO'S Unlucky Days〜       | ワタナベシンイチ                      | 藤田伸三                       | 平山智               | 大野雄二          | 20.0%  |
| 第12作 | 2000年7月28日  | 1$マネーウォーズ                              | 殿勝秀樹                              | 柏原寛司                       | 田中良               | 大野雄二          | 19.7%  |
| 第13作 | 2001年8月3日   | アルカトラズコネクション                      | 殿勝秀樹                              | 柏原寛司                       | 小林利充             | 大野雄二          | 22.8%  |
| 第14作 | 2002年7月26日  | EPISODE:0 ファーストコンタクト                | 大原実                                | 米村正二                       | 平山智               | 大野雄二          | 20.6%  |
| 第15作 | 2003年8月1日   | お宝返却大作戦!!                              | 川越淳                                | 柏原寛司                       | 平山智 小林利充      | 大野雄二          | 22.0%  |
| 第16作 | 2004年7月30日  | 盗まれたルパン 〜コピーキャットは真夏の蝶〜   | うえだひでひと                        | 大川俊道                       | 平山智               | 大野雄二          | 21.1%  |
| 第17作 | 2005年7月22日  | 天使の策略 〜夢のカケラは殺しの香り〜         | 宮繁之                                | 前川淳                         | 平山智               | 大野雄二          | 19.0%  |
| 第18作 | 2006年9月8日   | セブンデイズ・ラプソディ                      | 亀垣一                                | 柏原寛司                       | 平山智               | 大野雄二          | 17.7%  |
| 第19作 | 2007年7月27日  | 霧のエリューシヴ                              | 増田敏彦                              | 福嶋幸典 山田由香              | 平山智               | 大野雄二          | 17.0%  |
| 第20作 | 2008年7月25日  | sweet lost night 〜魔法のランプは悪夢の予感〜 | アミノテツロ                          | 大川俊道                       | 平山智               | 大野雄二          | 14.4%  |
| 特別編 | 2009年3月27日  | ルパン三世VS名探偵コナン                      | 亀垣一                                | 前川淳                         | 平山智 須藤昌朋      | 大野雄二 大野克夫 | 19.5%  |
| 第21作 | 2010年2月12日  | the Last Job                                  | アミノテツロ                          | 大川俊道                       | 平山智               | 大野雄二          | 17.6%  |
| 第22作 | 2011年12月2日  | 血の刻印 〜永遠のMermaid〜                    | 滝口禎一                              | 土屋理敬                       | 佐藤好春             | 大野雄二          | 14.0%  |
| 第23作 | 2012年11月2日  | 東方見聞録 〜アナザーページ〜                 | 亀垣一                                | 日高勝郎                       | 須藤昌朋             | 大野雄二          | 13.2%  |
| 第24作 | 2013年11月15日 | princess of the breeze 〜隠された空中都市〜   | 金﨑貴臣                              | 待田堂子 森田繁 日高勝郎       | 加々美高浩           | 大野雄二          | 12.8%  |
| 第25作 | 2016年1月8日   | イタリアン・ゲーム                            | 友永和秀（総監督） 矢野雄一郎（監督） | 高橋悠也                       | 横堀久雄             | 大野雄二          | 10.7％ |
| 第26作 | 2019年1月25日  | グッバイ・パートナー                          | 川越淳                                | 秦建日子                       | 丸藤広貴             | 大野雄二          | 08.7%  |
| 第27作 | 2019年11月29日 | プリズン・オブ・ザ・パスト                    | 辻初樹                                | 西田シャトナー                 | 丸藤広貴             | 大野雄二          | 10.1%  |

### OVA
| 通番  | 発売日        | 題名                      | 監督                                      | 脚本     | キャラクターデザイン | 音楽                              |
| ----- | ------------- | ------------------------- | ----------------------------------------- | -------- | -------------------- | --------------------------------- |
| 第1作 | 1988年4月5日  | 風魔一族の陰謀            | 大塚康生（監修）                          | 内藤誠   | 友永和秀             | 宮浦清 小田敏文（ノンクレジット） |
| 第2作 | 2002年4月3日  | 生きていた魔術師          | 浜津守                                    | 葛城稜   | 平山智               | 大野雄二                          |
| 第3作 | 2008年4月2日  | GREEN vs RED              | 宮繁之                                    | 大川俊道 | 西村貴世             | 大野雄二                          |
| 第4作 | 2012年3月28日 | ルパン一家勢揃い          | こだま兼嗣                                | -        | 平山智               | 大野雄二                          |
| 第5作 | 2018年7月25日 | ルパンは今も燃えているか? | モンキー・パンチ（総監督） 川越淳（監督） | 大西信介 | 横堀久雄 平山智      | 大野雄二                          |

#### その他
- 1989年 『ルパン三世 シークレットファイル』（パイロットフィルム2種などを収めた映像集）
- 2012年 『ルパンしゃんしぇい』（FLASHアニメ、FROGMANのコラボ作品）
- 2012年 『ルパン三世 Master File』（新作OVA、関係者インタビューなどを収めた映像集）

### ビデオ・オン・デマンド
| 配信日                         | 配信サイト         | 題名                       | 監督              | 脚本                       | キャラクターデザイン | 音楽                               |
| ------------------------------ | ------------------ | -------------------------- | ----------------- | -------------------------- | -------------------- | ---------------------------------- |
| 2022年12月16日 - 2023年1月13日 | DMM TV             | LUPIN ZERO                 | 酒向大輔          | 大河内一楼（シリーズ構成） | 田口麻美             | 大友良英                           |
| 2023年1月27日                  | Amazon Prime Video | ルパン三世VSキャッツ・アイ | 静野孔文 瀬下寛之 | 葛原秀治                   | 中田春彌 山中純子    | 大野雄二 大谷和夫 fox capture plan |

### その他
- 2009年『ドキュメント「ルパン三世」とその時代』（高畑勲、宮崎駿、大塚康生のインタビューから構成したドキュメンタリー）

### ベストセレクション
2017年7月5日から12月20日まで、日本テレビほかにて原作50周年を記念した特別企画番組『ルパン三世ベストセレクション』が放送された。TVアニメ第1シリーズ・第2シリーズ・第3シリーズ全228話から事前にファン投票で選ばれたベスト24エピソードをカウントダウン形式で放送。初回の放送が第24位、最終回（第24回）が第1位の放送となり、ランキング順位はそのエピソードを放送するまで非公表だった。
番組冒頭には栗田貫一のナレーションによる、選ばれたエピソードの順位と簡単なあらすじ紹介が入る。なお放送するのはオープニングと本編のみで、オリジナルのエンディングと次回予告はカットされた（クレジットは番組としてのEDで簡易に記載）。
番組は4:3画面の左右にタイトルとエピソードの順位が入り、本編冒頭には「この作品は製作当時の時代背景や作品性・製作者の意図を考慮し、そのまま放送しております。ご了承ください。」というテロップが入るほか、「きちがい」等の現在では放送上、好ましくないセリフについては無音処理が行われている。
本番組ではTV第3シリーズの一部エピソードがランクインされているが、TV第3シリーズは一部地域を除き地上波再放送がほとんど行われなかったため、制作局である日本テレビを筆頭に、札幌テレビを除く各局は本番組が初の地上波再放送となった。
各話リスト
| 回（順位）       | 放送日（日テレ） | エピソード                                             |
| ---------------- | ---------------- | ------------------------------------------------------ |
| 第1回（第24位）  | 2017年 7月5日    | 第1シリーズ 第3話「さらば愛しき魔女」                  |
| 第2回（第23位）  | 7月12日          | 第3シリーズ 第44話「ボクたちのパパは泥棒」             |
| 第3回（第22位）  | 7月19日          | 第2シリーズ 第26話「バラとピストル」                   |
| 第4回（第21位）  | 7月26日          | 第2シリーズ 第69話「とっつあんの惚れた女」             |
| 第5回（第20位）  | 8月2日           | 第3シリーズ 第37話「父っつあん大いに怒る」             |
| 第6回（第19位）  | 8月9日           | 第3シリーズ 第50話「原潜イワノフの抹殺指令」           |
| 第7回（第18位）  | 8月16日          | 第2シリーズ 第137話「華麗なるチームプレイ作戦」        |
| 第8回（第17位）  | 8月23日          | 第1シリーズ 第13話「タイムマシンに気をつけろ!」        |
| 第9回（第16位）  | 8月30日          | 第3シリーズ 第1話「金塊はルパンを呼ぶ」                |
| 第10回（第15位） | 9月6日           | 第2シリーズ 第32話「ルパンは二度死ぬ」                 |
| 第11回（第14位） | 9月13日          | 第1シリーズ 第2話「魔術師と呼ばれた男」                |
| 第12回（第13位） | 9月20日          | 第2シリーズ 第148話「ターゲットは555M」                |
| 第13回（第12位） | 9月27日          | 第2シリーズ 第7話「ツタンカーメン三千年の呪い」        |
| 第14回（第11位） | 10月4日          | 第2シリーズ 第98話「父っつあんのいない日」             |
| 第15回（第10位） | 10月11日         | 第3シリーズ 第24話「友よ深く眠れ」                     |
| 第16回（第9位）  | 10月18日         | 第3シリーズ 第5話「五右ェ門無双」                      |
| 第17回（第8位）  | 10月25日         | 第2シリーズ 第1話「ルパン三世颯爽登場」                |
| 第18回（第7位）  | 11月1日          | 第2シリーズ 第112話「五右ェ門危機一髪」                |
| 第19回（第6位）  | 11月8日          | 第2シリーズ 第99話「荒野に散ったコンバット・マグナム」 |
| 第20回（第5位）  | 11月15日         | 第1シリーズ 第1話「ルパンは燃えているか・・・・?!」    |
| 第21回（第4位）  | 11月22日         | 第1シリーズ 第4話「脱獄のチャンスは一度」              |
| 第22回（第3位）  | 11月29日         | 第1シリーズ 第5話「十三代五ヱ門登場」                  |
| 第23回（第2位）  | 12月6日          | 第2シリーズ 第145話「死の翼アルバトロス」              |
| 第24回（第1位）  | 12月20日         | 第2シリーズ 第155話「さらば愛しきルパンよ」            |
| 放送期間                     | 放送時間                      | 放送局     | 対象地域   | 備考          |
| ---------------------------- | ----------------------------- | ---------- | ---------- | ------------- |
| 2017年7月5日 - 12月20日      | 水曜 2:29 - 2:59 （火曜深夜） | 日本テレビ | 関東広域圏 | ｢AnichU｣第2部 |
| 2017年7月14日 - 12月22日     | 金曜 2:14 - 2:44 （木曜深夜） | テレビ信州 | 長野県     |               |
| 2017年8月24日 - 2018年2月1日 | 金曜 1:59 - 2:29 （木曜深夜） | 札幌テレビ | 北海道     |               |
| 2017年9月2日 - 2018年3月10日 | 日曜 2:25 - 2:55 （土曜深夜） | 福岡放送   | 福岡県     |               |
| 2017年9月8日 - 2018年4月28日 | 土曜 1:54 - 2:24 （金曜深夜） | 中京テレビ | 中京広域圏 |               |

| 日本テレビ 水曜2:29 - 2:59（火曜深夜）枠「AnichU」(第2部) | 日本テレビ 水曜2:29 - 2:59（火曜深夜）枠「AnichU」(第2部)                    | 日本テレビ 水曜2:29 - 2:59（火曜深夜）枠「AnichU」(第2部) |
| 前番組 | 番組名                                                                       | 次番組                                                    |
| --- | ---------------------------------------------------------------------------- | --------------------------------------------------------- |
| パーソン・オブ・インタレスト シーズン3 ※1:59 - 2:54 （2017年1月18日 - 6月21日） 【ここまで海外ドラマ枠】ポシュレモダンモール ※2:54 - 3:54 【ここまで通販番組枠、水曜版のみ終了】 | ルパン三世ベストセレクション （2017年7月5日 - 12月20日 ） - ここからアニメ枠 | -                                                         |

## 原作漫画（旧）より後の漫画（モンキー・パンチ作品）

### ルパン三世 新冒険
1971年連載開始。全35話。テレビアニメの放送に合わせて連載された作品。単行本では原作漫画（旧）に合併され、「さらば愛しきルパン!」の次の第95話から始まっている。前作の3年後という設定で始まっている。

#### 原作漫画（旧）とルパン三世 新冒険の書誌情報
双葉社から原作漫画（旧）とルパン三世 新冒険を合わせて全10巻構成としたものが出版されている(電子書籍化済み)、全129(94+35)話+資料編1
- ルパン三世

1. ISBN 9784575720013
2. ISBN 9784575720020
3. ISBN 9784575720037
4. ISBN 9784575720044
5. ISBN 9784575720051
6. ISBN 9784575720136
7. ISBN 9784575720143
8. ISBN 9784575720150
9. ISBN 9784575720204
10. ISBN 9784575720211

### 新ルパン三世
1977年連載開始。テレビアニメの放送に合わせて連載された作品。全189話+番外編1話（単行本未収録を除く）。前作の5年後という設定で始まっている。テレビアニメにイメージを近付けるため、ルパン一味（ルパン、次元、五ェ門、不二子）がほぼ毎回揃って登場し、行動を共にするようになった。

### SEXYルパンIII（サード）
1984年短期連載開始。脚本は第1話のみ大川俊道、第2話以降は平野靖士。このシリーズでルパンは一貫して「三世」と呼称されている。2003年から2005年にかけて『ルパン三世公式マガジン』に全4話（1話は前後編）が再録されたが、単独での単行本化には至らず、2017年7月発売の「ルパン三世単行本未収録集」に収録された。

### 読切（単行本未収録）
- 1970年『ルパン三世外伝』
- 1985年『新ルパン三世・女だけの刑ム所』
- 1994年『ルパン三世・ALIS PLAUDO』（原作・原案など: KAPPA BOYS）

### 単行本書き下ろし
- ｢ルパン三世の英会話作戦｣

### 未収録作品
未収録作品は2003年から2005年にかけて不定期に『ルパン三世オフィシャルマガジン』に掲載されていた。同誌では「SEXYルパンIII」の全4話と過去『アクション増刊』に掲載されたサイレント短編「銭さんナンセンス」が再掲載されている。アクションコミックス35周年となった2005年に刊行された「ルパン・ザ・サード ザ・ベスト」全4巻には『新ルパン三世』のサンフランシスコ篇完結後に発表された一話完結の「一宿一殺」「オレはシャドー」「ガール・ナッパー」の3話、『ルパン三世 PARTIII』のアニメ開始に伴って掲載された1984年の単発読み切り作品「俺ッ 流派無し…!!」が商品化に至っている。さらに、2015年秋には『ルパン三世officialマガジン』の紙面出版最終号において、「女だけの刑ム所」「スーパースター」「外伝」の3作品が初の復刻となった。これらは2017年7月28日発売の『ルパン三世 単行本未収録作品集』にすべて収録された。現時点で一度も再録されていないのは「ALIS PLAUDO」と、英会話作戦に収録された「キーポイントを盗め!」「バーボン気分で」の2篇となる。また、『新冒険』と『新ルパン三世』の間にあたる1973年に発表された同じモンキー・パンチ作品の『カラー・ガール』においてルパン一味と銭形警部がゲスト出演した「帰ってきたルパン」も事実上ルパン三世のストーリーとなっているが、再録は成されていない。海外出版のみだった「ALIS PLAUDO」については、長年拝読が困難だったが、2020年に掲載誌が日本の国立国会図書館に収蔵され、入手が比較的容易となっている。

### ルパン小僧
『ルパン小僧』は『週刊少年アクション』1976年1月26日号から9月20日号にかけて連載された。全18話。ルパン三世と峰不二子（?）の間に生まれた、通称ルパン小僧が、父に跡継ぎとして認めてもらい父を超える大泥棒を目指すため、父親探しの旅に出るというストーリー。相棒・合気マリリンや、小僧を追う警官・シャーロックJr、ルパン三世の財宝を横取りしようとする男・鼠なども登場する。
第1話では、母親に父親の居場所が書かれた地図を渡され旅に出て5年後、父親の屋敷を発見するまでが描かれている。第18話には次元と五ェ門、第1話・第18話にはルパン三世本人もゲスト出演しているが、ルパン三世として正体を明かしたうえでの対面はなかった。
『週刊少年アクション』の休刊に伴い、18話限りで終了。結局、父親に認められてルパン四世になれたかどうかまでは描かれていない。連載当時は考えていなかったが後年、モンキー・パンチはルパン小僧は「ルパン四世」ということになると明言している。
ルパン小僧は、『新ルパン三世』本編の第29話「死闘!!不二子対ルパン小僧」にも登場するが、同話に登場する峰不二子に「あんたは偽者で、俺の母親が本物の峰不二子だ」と言い、その不二子ももう1人の不二子の存在を否定し「ルパンと関係を結んだ事実はない」と言っており、どちらが本物の峰不二子なのかは不明。ちなみに、連載時からしばらくはルパン小僧の母親について「秘密」とされており、峰不二子が母親であるという設定の初出は、1998年初版発行の中公文庫コミック版『ルパン小僧』カバー裏表紙にある内容紹介文である。
｢ルパン小僧｣は、出版社が時代の波に乗るために、雑誌の強力な柱としてアニメで人気だったルパン三世の少年版をやろうと編集長自らが脚本を考えて持ってきたもので、モンキー・パンチはルパンに子供がいるのに否定的で「少年誌で子供の泥棒が主人公の漫画」を描いて良いものか迷っており、すぐには受け入れなかったがまだ自分が若かったこともあり嫌々引き受け、そういうこれ以上ない安易極まりない企画だったため入稿期限を過ぎても下書きすら出来ておらず、連載中はあくまで児童誌であることを常に意識して青年誌のルパン三世にならないように四苦八苦していた。雑誌の休刊により終了したが、モンキー・パンチは本当に嬉しく「しめた、もう描かなくてすむぞ」と思った。バラエティ番組「トリビアの泉 〜素晴らしきムダ知識〜」で取り上げた際に「ルパン小僧は望まれて生まれた子供ではなかった」と揶揄されている。

## 登場人物

### 主な登場人物
以下のキャラクターは各項目を参照。ルパン達の名称は「ルパン一味」もしくは「ルパンファミリー」とされている。また、宿敵である銭形もその一員として扱われることがある。
原作では5人に年齢は設定されていないが、テレビスペシャルなどでは「数十年経った」という発言が目立つ。作者は2014年8月に放送されたインタビューで「ルパンは20代後半くらい、不二子はそれより3つか4つ下、次元はルパンよりちょっとだけ兄貴分、五ェ門はルパンとだいたい同じ、銭形は3つか4つくらい上」と述べている。
ルパン三世
本作の主人公。かの名高き怪盗アルセーヌ・ルパンを祖父に持つ神出鬼没の大泥棒。
クールを気取りつつ、お調子者で女性に弱い所やおっちょこちょいな面もあるが、高い知能と技術を持ち、狙った獲物は必ず奪う。時には、その知能と技術で仲間達をまとめ上げ、連係プレーで罠を突破することもある。
武芸の心得も多少あり、原作初期においては主にナイフを扱う。拳銃の腕前も次元ほどではないが凄腕である。
盗みや殺しに対するポリシーは作品によって大きく異なる。
TVアニメ第1シリーズでは大泥棒というだけでなく「世界一の殺し屋」とも呼ばれているが、第2シリーズでは銭形が「貴様に人殺しができんことぐらい、わしはよく知っとる」（第63話『罠には罠を』）と言っているように、悪党や自分の命を狙う殺し屋を除き、基本的に人殺しはしない。子供のほか、敵であっても女性を手に掛けることはほとんどないが、凶悪な悪党であった場合は躊躇いなく殺害する。
次元大介
ルパン第一の相棒でコンバットマグナムを使う射撃の名手。
三枚目のルパンとは正反対にクールな性格だが時折、仲間を茶化したり、関わった者の面倒を見るなど、義理堅く頼れるルパンの良き相棒。
泥棒稼業についてはルパンと同じポリシーを持つ。愛用の拳銃にこだわりがあるが、拳銃だけでなく銃火器全般に精通している。
原作ではルパンの幼馴染みという設定であった。日本人であり特に正体が謎という設定でもないが、きっかけがない限り自分からは殊更に過去を語らない性格のため、生い立ちや家族関係、拳銃使いとなった経緯などは不明である（原作では兄と妹がいた）が、
1992年のトリビュート「小説ルパン三世」収録の中編「拳銃稼業もラクじゃない」では、ある凄腕のガンマンに師事していたという過去が描写されている。
峰不二子
ルパン一味の紅一点で、付かず離れずの存在。誰もが惚れる美貌と抜群のスタイルの持ち主だが自分の欲望に忠実で、ルパン達とは時には味方、時には敵となる女盗賊。ルパン達を利用したり、裏切ったりすることも多い。
あらゆる職を持ち、世界中の名士たちと交流があるなど、その正体は謎に包まれているため、次元や五ェ門からは煙たがられることがあるが、ルパンにとっては憎めない人物である。頭脳明晰なうえに話術も巧みで、銃火器の扱いに長け、武術の心得もあるなどその才覚も多岐にわたる。
目的達成のためには人を裏切ることも平然と行うが、本人のポリシーもあり人や生き物を殺めることには反対で、手を組んだ者が殺人を実行しようとすれば自分が裏切った相手でも命だけは助けようとする。原作では回によって素性や仕事が変わったり、兄がいたりする。
石川五ェ門
ルパン第二の相棒で古の大泥棒・石川五ェ門の十三代目にあたる剣士。初期は敵として登場していたが、後にルパンの仲間になった。原作では古風な口調や侍言葉は一切使っていないが、TVアニメ第2シーズン以降は常時古風な口調で話すなど、武士道を重んじる面が強調されている。
白鞘で誂られた斬鉄剣を武器にあらゆるものを斬り裂く。普段は冷静で実直だが、プライドが高く短気な部分もある。硬派で初心なため、女性は苦手であり、美人に鼻の下を伸ばすルパンに呆れて協力を見合わせることもある。一方でルパン以上に清楚な女性に弱く、その女性のためにルパンの足を引っ張ることがある。剣だけでなく空手も示刀流の免許皆伝で、忍者の訓練も受けているため超人的な戦闘能力を持つ。
銭形幸一（銭形警部）
新聞記者で物書きである野村長一（のむらおさかず：小説等では野村胡堂、芸術等では野村あらえびすの筆名）の執筆による"銭形平次捕物控"に登場する十手持ちの御用聞き"銭形平次"の子孫（六代目）であり、ルパン一味（主にルパン）の逮捕を宿願とする敏腕警部。基本的には警視庁に所属するが、埼玉県警や長野県警への出向歴もある。後にルパンが世界各地で活動するようになり、「ルパン逮捕の専任捜査官」としてインターポール（ICPO）へ出向する。ルパン専任捜査官であるため、ルパンに関係する事件なら世界中どこでも捜査権が認められている。
どんなに小さな犯罪も許さない実直な性格。ルパンとはライバル関係で、ルパンは彼を「とっつぁん」と呼ぶ。しばしば敏腕警部とは言い難いコミックリリーフ的な役割だが、いざという時は有能な刑事としても活躍する。ルパン一味からは手強い相手と認識されながらもお互い信頼し合っており、人命が賭かった事件の際などは時折協力し合うこともあるほか、被害者を連れ出してルパンに後を任せることもある。その結果、犯人逮捕に至っている。
作品によっては妻子がおり、その家族構成も作品によって異なる。
詳細は銭形幸一#原作とアニメの相違点を参照。

#### 声優の変遷
パイロットフィルムやキャスト一新を行っている『風魔一族の陰謀』など、一部の作品は除く。
| 出演作品                               | 出演期間                       | ルパン三世 | 次元大介 | 峰不二子     | 石川五ェ門 | 銭形幸一 |
| -------------------------------------- | ------------------------------ | ---------- | -------- | ------------ | ---------- | -------- |
| TV第1シリーズ                          | 1971年10月24日 - 1972年3月26日 | 山田康雄   | 小林清志 | 二階堂有希子 | 大塚周夫   | 納谷悟朗 |
| TV第2シリーズ ↓ TVスペシャル：第6作    | 1977年10月3日 - 1994年7月29日  | 山田康雄   | 小林清志 | 増山江威子   | 井上真樹夫 | 納谷悟朗 |
| 映画：第4作 ↓ TVスペシャル：第21作     | 1995年4月22日 - 2010年2月12日  | 栗田貫一   | 小林清志 | 増山江威子   | 井上真樹夫 | 納谷悟朗 |
| TVスペシャル：第22作 ↓ TV：PART6 第0話 | 2011年12月2日 - 2021年10月10日 | 栗田貫一   | 小林清志 | 沢城みゆき   | 浪川大輔   | 山寺宏一 |
| TV：PART6 第1話 ↓ 現在                 | 2021年10月17日 -               | 栗田貫一   | 大塚明夫 | 沢城みゆき   | 浪川大輔   | 山寺宏一 |

### その他、原作での登場人物
明智小五郎（第1話）
年老いた名探偵。
ルパンも頭が上がらないのか、明智の「顔を立てる」といい、銭形警部にやすやすと捕まった。
アニメのパイロットフィルムにも登場している。
男爵先生（第5話）
ヤクザの世界を牛耳り、暗黒街の帝王を目指す男。
奇病を持ち、時々手の甲に赤い輪が現れ、その場から姿を消す。宿敵ルパンによって正体を見破られて倒される。
辻真先『小説!!!ルパン三世』では、ルパンが「犯罪にかけてはおれ以上の天才かもしれない」というほどの悪人で、様々な悪党に計画を貸す、知的で芸術家然とした犯罪者。作中では、奇病の原因は、後述する白乾児の催眠暗示によるもの。
古郎志（ころし）先生（第5話）
ルパンによって男爵先生暗殺を依頼された隻眼の殺し屋。
長髪の袴姿で、石川五ェ門に似た風貌だが、武器は拳銃。男爵先生の仕掛けた罠によって殺されるが、死の間際にルパンから男爵先生の正体を聞かされる。
白乾児（パイカル）
第7話「魔術師」で登場。通称「暗黒街の魔術師」。指から火炎を放射し、空中を歩き、どんな銃弾や衝撃にも耐えられるという能力を持つ男。
ルパンを圧倒するものの、ルパン（とそのおかかえ科学者）にその原理を解明され、同じ方法で勝負に敗れる。「同じ女とは三度までしか付き合わない」主義。
第17話では妻（辻真先の小説版では妹）が登場してルパンに復讐を仕掛けた。なお、名前の由来は実在する中国酒であり、アニメ版ではルパンに「酔っ払っちまいそうな名前」と言われている。後のエピソードに「ラオチュウ」という名の弟が登場する予定もあった。
辻の小説では、漫画同様の設定であるが、全5章を通してルパンの宿敵として対峙する。催眠術や変装も得意としている。
フウテン探偵（第8-10話）
女性。
第8話ではルパンの盗みの方法を見破り、第9話では「悪党的頭脳」を持つ男にさらわれ、第10話ではかつて所属していたギャング組織に狙われる。
探偵らしさは全くない（しかし第8話では、見事な推理力を披露している）、とぼけたキャラクター。作中名前は一度も登場せず、「フウテン君」とルパンが呼称するのみ。
ルパン一世
第37話「ルパン三世とアルセーヌ・ルパンの対決」、最終話「さらば愛しきルパン!」に登場。
心臓の病気でルパン三世の少年時代に死に、その後ルパン三世は「盗術」という本を遺産に受け取る。ルパン三世のことは「三世」と呼ぶ。
ルパン二世
第11話「健在ルパン帝国」、第40話「ジャリ」、最終話に登場。
ルパン帝国を一代で築き上げたもののクーデターによって殺される（しかし最終話には同じく死んだはずの一世とともに登場している）。三世の少年時代、彼は懲役刑に服しており、息子に生存を隠していた。後に釈放され再会した際も正体は最後まで明かさなかった。
ルパン帝国
ルパン帝国は2か所あり、一つは第11話「健在ルパン帝国」の二世によって作られたルパン帝国。
作者モンキー・パンチが助手として働いていた「浜中診療所」があることから、場所は北海道のようである。もう一つは、第91話「我が盗争（その1）」から最終話に登場するルパン帝国。こちらは先祖代々伝わる島である。
ルパンの部下たち
ルパンにはいつも次元や五ェ門などの仲間しかいない、というイメージがあるが、ルパンには地下組織があり、多くの部下を持つ設定である。もっとも描かれることは極端に少ない。
最終話までに登場した部下をここにまとめる。
- 贋ルパン（第4話）
- 女（第5話）
- おかかえ科学者（第7話）
- ハンマーの岩鉄：九州支部所属（第19話）
- 風の三太夫：四国支部所属（第19話）
- 峰不二子：北海道支部属（第19話）
- 科学者、見張り：墓地地下アジト（第16話）
- 建設現場主任（第16話）
- 逮捕された1967人（第22話）
- G（第50話）
- K（第50話）
- 船員（第70話）

ヤング・愚造（第67話）
暴力や堕落を若者に勧める不死身の男。ダイナマイトで吹っ飛ばしても死なず、最後はルパンも素性について探ることを諦めた。
鬼土（第71話）
ルパンの友人、しかし正体はネズミ一族の一人。催眠術の使い手。
3年前に次元の兄貴（兄貴分か実の兄かは不明）を殺害し、メキシコに高飛びしていた。次元とルパンを殺そうとしたが、ルパンとの対決に敗れる。
ヤングアイランドの学生たち（第73話・第74話）
シバをリーダーとする大学生の反体制組織。メンバーに土佐、古利、不二子など。
大学封鎖に反対し、権力者が地位をあけ渡すことを要求。小型爆弾を呑みこんだ学生を東京に送り込んだ。
クリフ・不私刑（フリンチ）
第75話「私を愛したルパン」登場。警察訓練所所長。年齢25歳。
「武芸百般 全国一流の二十四大学の学位をとり 医者で 化学はもとより 逮捕術 殺人術の第一人者（本文より）」。銭形警部の仲間。部下に峰不二子がいる。
魔毛 狂介（まもう きょうすけ）
第83話「能ある悪党は牙をかくす（その3）」に登場。2854年2月30日生まれの未来人で、タイムマシンを開発した科学者。
ルパン三十三世（初出ではルパン十三世）に父親を殺されたことから、その復讐のためルパン三世を消そうとして現代に現れた。しかしタイムマシンの操縦には難があるらしく、一度行き先を間違えて少年時代（初出では昭和30年、現行の単行本では昭和58年）の石川五ェ門のもとに現れている（その際、自分のことを記した2875年発行の本を五ェ門のもとに忘れており、その本が存在することでルパンたちはタイムマシンの存在を認めざるを得なくなる）。ルパンの祖先を殺してルパンの存在を抹消すると宣言し、ルパンを心から震え上がらせたが、結局はルパンの策にはまり、最後はルパンたちに殺される。
アニメでは以下に登場している。それぞれ担当した声優が異なり、併記する。
- ルパン三世（TV第1シリーズ）第13話「タイムマシンに気をつけろ!」：家弓家正
- ルパン三世 霧のエリューシヴ：中村獅童
- ルパン三世VS名探偵コナン THE MOVIE：台詞なし
- ルパン三世 ルパンは今も燃えているか?：村治学

犯罪秘密警察の男女二人（第89話・第90話）
ルパン三世に対する憎しみを植えつけようと、ルパンに化けた銭形が暴行を加える。女は峰不二子である。
大統領（第91話 - 第93話）
どの領土にも属さない無人島（ルパン帝国）を発見し、国連公認のうえ大統領になった男。秘書は峰不二子。
パンドラ（最終話）
秘密報道組織・パンドラ。最終話にその一味が登場。
峰不二子に変装してルパン帝国へ潜入する。帝国の秘密を盗まれたルパン達は、「しばらく彼らの活躍を見てみよう」と帝国を破棄して去っていく。ルパン終了後に連載され、双葉社パワァ・コミックスより単行本全1巻が出ていた（現在絶版）。最終回以外にルパンとの絡みはない。
ネズミ一族
第31話「鼠は死してシッポを残す」より断続的に登場。
続編『新ルパン三世』にも登場した組織。しかし、その詳細やルパンとの決着は描かれず、うやむやのままに消える。一味はさまざまなところにいて、ルパンたちを狙ってくる。
『ルパン小僧』では、その子供であるルパン小僧（ルパン四世）の敵対組織として登場。父親の場所を聞いたり、ルパン小僧を殺そうとしたり、盗んだ宝を横取りしようとしたりしている。

### その他、アニメ版での登場人物
- テレビ版第1シリーズの登場人物については、ルパン三世（TV第1シリーズ）の登場人物を参照。
- テレビ版第2シリーズの登場人物については、ルパン三世（TV第2シリーズ）の登場人物を参照。
- PARTIIIの登場人物については、ルパン三世 PARTIIIの登場人物を参照。
- PARTIVの登場人物については、ルパン三世（2015年TVシリーズ）を参照。
- PARTVの登場人物については、ルパン三世 PART5を参照。
- PARTVIの登場人物については、ルパン三世 PART6を参照。
- 劇場版、テレビスペシャル版の登場人物については、各作品の記事を参照。

## その他の作品

### パイロットフィルム
- ルパン三世 パイロットフィルム（1969年）
- ルパン8世（1982年頃）

### 実写映画
- ルパン三世 念力珍作戦（1974年、国際放映・東宝）
- ルパン三世（2014年、東宝）

- 次元大介（2023年、Amazonスタジオ）
  - キャスト：玉山鉄二（次元大介）、真木よう子（アデル）、真木ことか（水沢オト）、さとうほなみ（瑠璃）、永瀬正敏（川島武）、草笛光子（矢口千華）、笹野高史、本宮泰風、波岡一喜、野村祐人、馬場徹、辻本祐樹、桜木梨奈、田中要次、野口かおる、及川莉乃、土平ドンペイ、元田牧子、池田航、松林慎司、藤嶋遼太、横堀悦夫、モクタール・ディフウ、池亀瑠真、井川秀栄
  - 監督：橋本一、原作：モンキー・パンチ、原作協力：加藤州平[注釈 36]、脚本：赤松義正、音楽：ジェイムス下地、音響効果：柴崎憲治、アクション監督：園村健介、ガンアドバイザー：早川光、助監督：増田伸弥・塩崎遵

### ミュージカル
- ルパン三世 I'm LUPIN（ミュージカル、1998年）
- ルパン三世 -王妃の首飾りを追え!-（宝塚歌劇団雪組公演、2015年）[23]

### 歌舞伎
- 流白浪燦星（ルパン三世）（新作歌舞伎、脚本・演出：戸部和久）

時代背景を安土桃山時代へと移しその時代の石川五右衛門を主人公とする古典歌舞伎「楼門五三桐」を下敷きにした白浪物。ルパン一味に五右衛門が加わるまでを描く。また斬鉄剣の由来が描かれている。「楼門五山桐」はアニメ「燃えよ斬鉄剣」冒頭で五ェ門が鑑賞している歌舞伎作品である。また「白浪五人男」をモチーフにした場面も見られるがこれもアニメ第2シリーズ「花吹雪 謎の五人衆」で登場したシーンである。
公演
- 2023年12月、新橋演舞場
- 2025年9月、南座（予定）

キャスト
- ルパン三世：片岡愛之助
- 石川五右衛門[24]：尾上松也、尾上右近（再演）
- 次元大介：市川笑三郎
- 峰不二子：市川笑也
- 銭形警部：市川中車
- 傾城糸星/伊都之大王：尾上右近
- 長須登美衛門：中村鷹之資
- 牢名主九十三郎：市川寿猿
- 唐句麗屋銀座衛門：市川猿弥
- 真柴久吉：坂東彌十郎

### テレビドラマ
- 銭形警部（2017年、日本テレビ・WOWOW、Hulu[25]）

### ゲーム
- ルパン三世（1980年、タイトー、アーケードゲーム）
- クリフハンガー（1983年、スターンエレクトロニクス、アーケードゲーム）
- ルパン三世 バルセロナ洞穴脱出作戦（1984年、エポック社、スーパーカセットビジョン）
- ルパン三世 パンドラの遺産（1987年、バンダイナムコエンターテインメント（ナムコブランド）、ファミリーコンピュータ）
- ルパン三世 カリオストロの城（1985年、ムービック/東宝、PC-8801/FM-7/X1）
- ルパン三世 カリオストロの城（1987年、東宝、MSX）
- ルパン三世 バビロンの黄金伝説（1988年、東宝、MSX）
- ルパン三世 バビロンの黄金伝説（1989年、東宝、PC-8801）
- ルパン三世 香港の魔手（1990年、CSK総合研究所、FM-TOWNS）
当時としては珍しく、山田康雄が録り下ろしたボイスが随所に盛り込まれているのがセールスポイントだった。キャスティング協力はテアトル・エコーが請け負った為、当時の劇団員だった曽我部和恭、小林優子、小池浩司がゲストキャラクターを担当した。なお、他のルパン一味にボイスはつけられていない。一部にバンド収録・独自のアレンジの『ルパン三世のテーマ』が使用されている。
- SDルパン三世〜金庫破り大作戦〜（1990年、バンダイナムコエンターテインメント（バンプレストブランド）、ゲームボーイ）
- ルパン三世 伝説の秘宝を追え!（1994年、エポック社、スーパーファミコン）
- ルパン三世 THE MASTER FILE（1996年、MIZUKI、セガサターン）
TV第1シリーズから『燃えよ斬鉄剣』までの全アニメ作品データベースソフト。
- ルパン三世 カリオストロの城 -再会-（1997年、アスミック・エース、PlayStation）
『カリオストロの城』のその後を描いたオリジナルストーリーのアドベンチャーゲーム。
- ルパン三世 クロニクル（1997年、Spike、セガサターン）
TV第1、第2シリーズと『ルパンVS複製人間』『カリオストロの城』のデータベースソフト。
- ルパン三世 ピラミッドの賢者（1998年、アスミック・エース、セガサターン）
- D2マンガ ルパン3世（1998年、ダイキ、PlayStation）
音声入りデジタルコミック。モンキーパンチによる新たな声優オーディションでキャストが一新されている。
- ルパン三世 THE SHOOTING（2001年、セガ、アーケードゲーム）
- ルパン三世 魔術王の遺産（2002年、バンダイナムコエンターテインメント（バンプレストブランド）、PlayStation 2）
- ルパン三世 THE TYPING（2002年、セガ、アーケードゲーム）
- ルパン三世 海に消えた秘宝（2003年、アスミック・エース、ニンテンドー ゲームキューブ）
- ルパン三世 コロンブスの遺産は朱に染まる（2004年、バンダイナムコエンターテインメント（バンプレストブランド）、PlayStation 2）
- ルパン三世 〜四つの鍵は宝石の輝き〜（2005年、バンダイナムコエンターテインメント（バンプレストブランド）、メダルゲーム）
- ルパン三世 ルパンには死を、銭形には恋を（2007年、バンダイナムコエンターテインメント（バンプレストブランド）、PlayStation 2）
- メダルフロンティア『ルパン三世 3つの宝珠は道標』（2007年、バンダイナムコエンターテインメント（バンプレストブランド）、メダルゲーム）
- ルパン三世 史上最大の頭脳戦（2010年、バンダイナムコエンターテインメント、ニンテンドーDS）
ルパン三世ゲームシリーズ初の「CERO C（15以上対象）」作品でもある。
- ルパン三世 もう一人の共犯者（2010年、トムス・エンタテインメント＋バタフライ、モバゲータウン、ソーシャルゲーム）
- ルパン三世 決戦カードバトル（2012年、トムス・エンタテインメント＋ForGroove、モバゲー、ソーシャルゲーム）
- ルパン三世 決戦カードバトル（2012年、トムス・エンタテインメント＋ForGroove、FP版mixi、ソーシャルゲーム）
- 峰不二子バトルポーカー（2013年、トムス・エンタテインメント＋epics、Yahoo!モバゲー、ソーシャルゲーム）
- リアル脱出ゲーム×ルパン三世『サンマリノ城からの脱出』（2015年、SCRAP、体感型ゲーム）
東京原宿にある常設スタジオ原宿ヒミツキチオブスクラップにて約2ヶ月半、名古屋矢場町にある常設スタジオ名古屋ヒミツキチオブスクラップと大阪心斎橋にある常設スタジオ大阪ヒミツキチオブスクラップにて約1ヶ月半のロングラン開催され、3大都市での開催期間中に全国25都市を巡回した。また下記の『ノワール美術館 潜入作戦』の開催に合わせて東京ミステリーサーカス4Fにて約1ヶ月再開催された。参加者はルパン一家の見習いとしてルパン三世と一緒にサンマリノ城にある鍵の塔に侵入し、銭形が仕掛けた罠にはまるが、様々な謎を駆使し、ルパンや次元とのトランシーバーでのやり取りを通じて1時間以内にマリー・アントワネットの首飾りを盗み出しサンマリノ城にある鍵の塔から脱出（逃走）することがクリア条件。
- リアル潜入ゲーム×ルパン三世『ノワール美術館 潜入作戦』（2019年、SCRAP、体感型ゲーム）
東京新宿にある東京ミステリーサーカス3Fのリアル潜入スペースにてほぼ毎日開催。2020年9月末ごろ終了予定だったが、SARSコロナウイルス2の影響で利用できなかった利用希望者の声が多く、同年11月の祝日まで延長した[26]。参加者は新米泥棒としてルパンたちと協力しながら美術館へ潜入し、行く手を阻む様々な罠が仕掛けられた中、銃を持った警備員や、さらに銭形を掻い潜り幻の宝石『マリアの瞳』を盗み出すことが目的。
開催施設では、持ち帰り型の謎付きクリアファイル（ルパン、不二子、ルパン一味の3種に、全種セットにのみ付属のもう1種の全4種）も発売。
- ゴジラ・フェス2019周遊謎解きゲーム ゴジラ対ルパン三世 幻の「ピクトリアルスケッチ」を守れ！（2019年、あそびファクトリー、体感型ゲーム）
- リアル脱出ゲーム×ルパン三世『ロンドントラップタワーからの脱出』（2022年、SCRAP、体感型ゲーム）
東京新宿にある東京ミステリーサーカス4Fのヒミツキチラボの小ホールほか、札幌・仙台・福岡（福岡天神店）・名古屋・横浜・岡山・大阪（大阪心斎橋店）にあるリアル脱出ゲームの実店舗の全国8都市で巡行開催。参加者はある盗賊団に所属している卓越した暗号解読能力を持つ盗賊としてルパン三世から協力を持ちかけられ、シャーロック・ホームズが不在の隙に誘拐されたリリー・ワトソンを罠だらけの歴史的建造物「ロンドントラップタワー」から救出するのが目的。

#### コラボレーション
- 天下統一クロニクル（2013年[27]）
- 怪盗ロワイヤル（2014年[28]）
- ケリ姫スイーツ（2015年[29]）
- モンスターストライク（2015年[30]）
- 聖戦ケルベロス（2016年[31]）
- 消滅都市（2016年[32]）
- 海賊王国コロンブス（2016年[31]）
- 神獄のヴァルハラゲート（2016年[33]）
- ドラゴンコレクション（2016年[34]）
- 探検ドリランド（2016年[31]・2019年[35]）
- 釣り★スタ（2016年[31]）
- LINE タワーライジング（2016年[36]）
- ダービースタリオン マスターズ（2018年[37]）
- ぷよぷよ!!クエスト（2019年[38]）
- LINE ポコポコ（2020年[39]）
- LINE POP2（2022年[40]）

### パチンコ・パチスロ
- パチンコ・CRルパン三世（1998年・平和）
- パチンコ・CR不二子におまかせ（2000年・平和）
- パチンコ・CRルパンザサード（2002年・平和）
- パチンコ・CRルパン三世＜タマダス島に眠る財宝＞（2005年・平和）
- パチンコ・CR不二子＜タマダス島に眠る財宝＞（2005年・平和）
- パチンコ・CR銭形＜タマダス島に眠る財宝＞（2005年・平和）
- パチンコ・CRルパン三世ルピナスタワーのダイヤを狙え（2008年・平和）
- パチンコ・CRルパン三世 徳川の秘宝を追え（2010年・平和）
- パチンコ・CRルパン三世 World is mine（2012年・平和）
- パチンコ・CRルパン三世〜消されたルパン〜（2013年・平和）
- パチンコ・CRルパン三世〜I'm a super hero〜（2015年・平和）
- パチンコ・CRルパン三世〜Lupin The End〜 （2016年・平和）
- パチンコ・CR不二子2〜Lupin The End〜（2017年・平和）
- パチンコ・CRルパン三世 LAST GOLD（2019年・平和）
- パチンコ・Pルパン三世 神々への予告状（2019年）[41]
- パチンコ・Pルパン三世 復活のマモー（2020年）[42]
- パチンコ・Pルパン三世 2000カラットの涙（2022年）[43]1
- パチスロ・ルパン三世（2000年・平和）
- パチスロ・不二子2（2002年・平和）
- パチスロ・主役は銭形（2004年・平和）
- パチスロ・俺の名はルパン三世（2007年・オリンピア）
- パチスロ・ルパン三世〜ルパン一族の秘宝〜（2010年・平和）
- パチスロ・不二子〜100億$の女神〜（2012年・オリンピア）
- パチスロ・主役は銭形2（2014年・オリンピア）
- パチスロ・ルパン三世 ロイヤルロード～金海に染まる黄金神殿～（2015年・オリンピア）
- パチスロ・ルパン三世〜消されたルパン〜 （2016年・オリンピア）
- パチスロ・ルパン三世 不二子 Type A+（2018年・オリンピア）
- パチスロ・ルパン三世 世界解剖（2018年・オリンピア）
- パチスロ・ルパン三世 イタリアの夢（2019年・オリンピア）
- パチンコ・ルパン三世　2000カラットの涙（2021年・平和)
- パチスロ・主役は銭形3 (2022年・平和)
- Pルパン三世 消されたルパン2022(2022年・平和)[44]

### アトラクション
ルパン三世 〜迷宮の罠〜
東京ドームシティアトラクションズ内ジオポリスで2009年4月25日から2018年9月2日まで稼働されたウォークスルー型アトラクション。銭形警部からルパンのアジトにある盗品を回収して欲しいという依頼で、「A-スキャン」と呼ばれる専用の携帯情報通信端末（PDA）を持ちルパン達の妨害やイタズラ等を回避しながらお宝を回収していく。
ルパン三世 カーチェイスＸＲライド
ユニバーサル・スタジオ・ジャパンにて、2019年1月18日から6月23日までの期間限定アトラクション。フォーチュニア王国の王室コレクションを展示する博物館。そこに展示される王国の秘宝「KEY TO LIFE」を狙うルパン三世と、銭形警部のカーチェイスに巻き込まれてしまう。専用のXRライドに乗り込み、アニメで登場するカーチェイスを疑似体験できる。

### CM・企業コラボ
- 味の素（1978年）
「テレパッチ」が『ルパンVS複製人間』本編内に登場。
- ツクダオリジナル（1979年）
『フィンガーポップス』のイメージキャラクターに起用。
- 丸美屋（1979年）
「ルパン三世ふりかけ」が発売された。
- ペプシコーラ（1979年ごろ）
キャンペーングッズとして下敷きも作られた。
- 三菱電機（1980年）
ファンヒーターのCMに起用。
- オリエント時計（1980年ごろ）
「デジタル三世」のCMに起用。
- ロッテリア （1985年）
- カネボウフーズ（1990年代前半）
「ベルミーコーヒー」のCMに起用。ただし、キャラクターは登場せず、音声（ルパン、不二子）のみ登場。
- エクソンモービル/Esso（1995年 - 1997年）[45]
1995年、CMキャラクターに起用された際に実写と合成したCMが放映され、これが山田康雄の遺作となった（一部が『ルパン三世 Master File』に収録）。
スタッフは演出：三木俊一郎、音楽：大野雄二、監修：大塚康生、製作：東京ムービー新社、メトロライト・スタジオとなっている[46][47]。
アメリカのスタッフにより描かれたアニメーション部分について、監修の大塚は『動かし方は流石に「キャラクター・アニメーション」の国、だが中割りや動画は（当時大塚が率いていた）テレコムの基準でいえばオール・リテイクという代物です』と評している[48]。
末端につけられているキャンペーン告知はテレコム・アニメーションフィルムが作画を行なっている為、CM本編とは作画が異なる。
1997年からは、ルパン役に2代目の栗田貫一を迎えた新CMを制作した。映像は同一だが、音声が違うバージョンのものがある。
- アステル北海道（1995年 - 1996年）
- シック・ジャパン（2001年、2004年）
- 京セラ（2012年）
「au URBANO PROGRESSO（KYY04）」のイメージキャラクターに起用[49]。
- セブンイレブン（2013年）
『ルパン三世VS名探偵コナン THE MOVIE』の関連グッズが当たるプレゼント企画が行われた。
- バイク王&カンパニー（2013年 - 2014年）[50]
- ダーツライブ（2015年、2019年）
CMは制作されていない。
- 日本中央競馬会（2015年、2019年）
「第60回有馬記念」「第64回有馬記念」にてコラボレーション[51][52]。
- モンデリーズ・ジャパン（2018年）
『クロレッツ』とのコラボレーション[53]。
- アサヒ飲料（2019年）
『WONDA』のCMに起用。缶のデザインもルパン仕様となり、プレゼント企画が行われた[54]。
- オンキヨー（2019年）
『THE FIRST』とのコラボレーションでデジタルオーディオプレーヤー「DP-S1A LUPIN III」を予約販売[55]。CMは制作されていない。
- ダンヒル（2019年）[56]
CMは制作されていない。
- ゼニス（2019年）
次元が身に着けた腕時計にインスパイアされたモデルがリリースされた[57]。CMは制作されていない。
- ふくや（2019年）[58]
- バロックジャパンリミテッド（2020年）
「R4G×ルパン三世」としてTシャツなどを販売[59]。CMは制作されていない。
- ニッカウヰスキー（2020年）
『ブラックニッカ クリア』のWebCMに起用[60][61]。キャンペーン期間中はブラックニッカシリーズのラベルに存在する「ヒゲのおじさん」ことキング・オブ・ブレンダーズがルパンに盗まれたという設定[注釈 37]で、キャンペーン期間中にプレゼント企画が行われた。
- マクドナルド（2022年）
マクドナルド公式アプリのモバイルオーダー追加機能「ドライブスルー モバイルオーダー」のCMに起用[62]。
- フィアット（Stellantisジャパン）（2024年）
2024年9月に、フィアット・600e発売を記念してコラボレーションを実施[63]。ルパンファミリーのシルエットやロゴをあしらった特別仕様車の販売も行われた。

### パソコンソフト
- ルパン三世 D2MANGA（1998年、DAIKI） - 原作マンガに彩色、動きと効果音、台詞をつけたデジタルマンガ。声優陣は一新されている。PSでも同内容で発売。

### CD-ROM
- ルパン三世 The First TV Series エンサイクロペディア（VAP、Win3.1/Win95/Mac版）（TVアニメのファーストシリーズのデータベースソフト。ダイジェスト・ムービー等もあり）

### 漫画（原作以外）
- ルパン8世
- ルパン三世（Shusay版）
- ルパン三世Y
- ルパン三世M
- ルパン三世H：2015年版の漫画『ルパン三世』を含む
- ルパン三世B
- ルパン三世T
- ルパンチック
- ルパン三世 異世界の姫君（脚本：佐伯庸介、オリジナルキャラクターデザイン：白狼、作画：内々けやき）：週刊少年チャンピオン（秋田書店）連載
- スピンオフ
  - M.F.C. 女泥棒会社峰不二子カンパニー
  - 警部銭形
  - 十三代目 石川五ェ門

### 小説
- 小説!!!ルパン三世（辻真先著、集英社コバルト文庫、1982年） ISBN 4086104768
- ルパン三世 カリオストロの城（山崎晴哉著、集英社コバルト文庫、1982年） ISBN 4086105101
- 双葉文庫・アクションノベルシリーズ 
1987年より双葉社から発売された文庫小説。内容は共著による短編集もしくは中篇+短編の体裁。5巻以降は長編。
  - ルパン三世  戦場は、フリーウェイ（著者：樋口明雄、塩田信之、吉岡平）ISBN 4575501409
収録：戦場は、フリーウェイ（樋口）、泥棒さんと、殺し屋さんと、……ひとりの少女（塩田）、五右衛門秘帳 -燃えよ斬鉄剣-（吉岡）
  - ルパン三世 星を盗む男（著者：山口宏、大出光貴） ISBN 4575501743
収録：9ミリ弾の悪魔（山口）、星を盗む男（大出）
  - ルパン三世 エルドリア大脱出作戦（著者：樋口明雄、沙藤樹） ISBN 4575502413
収録：エルドリア大脱出作戦（樋口）、泥棒さんたちの華麗な休日（沙藤）
  - ルパン三世 アムネジアの砂漠（著者：吉本正彦、鎌田秀美） ISBN 457550288X
収録：アムネジアの砂漠（吉本）、イーヴル・シティへようこそ（鎌田）
  - ルパン三世 フリー・ファントム作戦（著者：集新矢） ISBN 4575503126
収録：フリー・ファントム作戦
  - ルパン三世 激走チャイナ!贋作の秘密（著者：速見彩） ISBN 4575503177
収録：激走チャイナ!贋作の秘密
- 小説ルパン三世（著者：大沢在昌、新野剛志、光原百合、樋口明雄、森詠、双葉社、2005年） ISBN 4575007390
収録：拳銃稼業もラクじゃない（大沢）、バンディット・カフェ（新野）、1-1=1（光原）、深き森は死の香り（樋口）、平泉黄金を探せ（森）
- ルパン三世　Ｔｈｅ　Ｎｏｖｅｌ 謎の宝石と伝説の王国(井上尚登著、原作・監修 モンキー・パンチ、角川文庫、2014年）ISBN 9784041017708

### 専門誌
- ルパン三世officialマガジン（双葉社）：2015年秋号からweb版に移管、2017年12月を最後にこちらも休刊となった。

### ゲームブック
いずれも双葉社冒険ゲームブックシリーズ。編集/制作は全てスタジオ・ハード。全19巻。また刊行当初は、前述の「冒険ゲームブックシリーズ」を含めた「双葉文庫ゲームブック」シリーズの総数（トータル）でのナンバリングだったが、途中からは「ルパン三世ゲームブックシリーズ」として独立したナンバリングとなる（初期巻の重版も同様）。
ルパン三世 さらば愛しきハリウッド（1985年 吉岡平・高橋信之） ISBN 4575760056
アメリカはハリウッドの倉庫奥深くに保管されている幻の映画フィルムを狙うルパンと次元。そのフィルムは商業的には何の価値もない物だが、ルパン三世の両親であるルパン二世とその妻の若き日の姿が記録されていたのだ。簡単な仕事だと思っていたルパンたちだったが、やがてそれは謎の武器商人やハリウッドゼネラルプロデューサー、果ては次期アメリカ合衆国大統領候補までが絡み、かつてのルパン帝国の秘密までもが明かされるというストーリーが展開される。これらの設定はあくまでもこのゲームブック限りの非公式のものである。なお、ゲームオーバーになっても選択ミスが関係するパラグラフに戻ることが可能なシステムを採用しているためエピローグへの到達は簡単だが、ベストエンドへたどりつくためにはパラメータの維持管理が重要。
ルパン三世 ダークシティの戦い（1985年 飯野文彦・川崎知子） ISBN 4575760064
映画版で死んだ宿敵マモー（ただし著作権の都合上、本作中では「ビッグM」と伏字にされている）。だが彼の残した負の遺産、クローン製造地下施設は創造主を失った後もその意思を受け継ぎ、打倒ルパンのため密かに稼動し続けていた。ある日何者からか不二子を誘拐したとの脅迫状が届く。助けるため某国にやってきたルパン一家の前に現われた敵は、なんと彼らそっくりのクローン人間。広大な地下迷宮の中で、仲間と離れ離れになってしまったルパンは次元や五ェ門のクローンを相手に死闘を繰り広げる。果たして目の前の相手は本物かそれとも偽者なのか。東西南北4方向のダンジョンを進むストーリーは終始不気味な雰囲気で、無数のゴキブリに襲われ胃袋を食い破られたり、脳みそやはらわたを潰されてもなお迫ってくるゾンビ次元に殺されたりといったデッドエンドもある。
ルパン三世 青の女王強奪作戦（1986年 J・F・ハイブリッジ・野上礼二） ISBN 4575760072
南太平洋の架空の島タウラス諸島が舞台。謎の大型貨物船アントファガスタ号に潜入し、隠されたダイヤモンド「青の女王」を探し出すのが目的。船ではシリーズ1作目で倒した武器商人の娘が現れ、その美貌もさながらにルパンに敵意を向ける。そしてその後の次元の調査によって、アントファガスタ号の正体やその動力源の謎なども明らかになってゆく。巨大な船の内部を移動して情報を集め、船からの脱出や再潜入のミッションをこなし秘宝のダイヤを探す。最後はさまざまな兵器を操る敵と戦ったりもする。
ルパン三世 黄金のデッド・チェイス（1986年 樋口明雄） ISBN 4575760145
綾辺家は古代から続く陰陽師の末裔であり、邪悪な力が封印された青龍鏡を代々守っていた。その魔鏡が天下の大泥棒ルパン三世が狙っていることを知った弱冠20歳の当主、綾辺真紀子はアメリカの私立探偵、ダグラス=スタウトに警護を依頼する。しかしその敵はやがて青龍鏡の魔力を悪用せんと企むライバル流派の陰陽師一族や彼に雇われた不死身の傭兵ゴドノフらへと変わっていき、真紀子とルパンは協力して青龍鏡を奪ったライバル陰陽師の野望を阻止せんと追いかける。前半は私立探偵ダグラスとなって綾辺邸を舞台としたハードボイルドが展開され、後半はルパン三世となり古城のダンジョン内にて魔力復活を阻止するために必要なアイテムを探しながら進んでいくという二部構成。敵役の傭兵ゴドノフは銃弾を食らっても爆風で火だるまになっても平気で起き上がってくる化物で、主人公たちを追ってくるその姿はターミネーターかジェイソン。
ルパン三世 暗黒のピラミッド（1986年 塩田信之・竹田明） ISBN 4575760110
主人公はルパンではなく、アメリカの大学を飛び級で入学するほどの天才少年ジェイ。パキスタンへ「混沌の祭祀書」なるものを求めて旅立った後行方が判らなくなった親しい考古学教授を追って、その孫娘フィルや協力を申し出る怪しい3人組と共にパキスタンの地下遺跡に挑むというストーリー。ルパン一家は前半は主人公たちと敵対する関係で登場するが、後半では敵味方が入れ替わりジェイと行動を共にする。が、その存在は付き添い同然であり影は薄い。ゲームは3つの地下遺跡の内部を探索するダンジョンが大半。実際パラグラフのほとんどが単なる分岐点でしかなく、道も東西南北に加え北東・南東・南西・北西と最大8方向もある複雑さで、最後の遺跡はマップも非常に広大である。更には全くの別地点に飛ばされてしまうワープトラップもあるためにマッピングなしでの攻略は困難を極める。
ルパン三世 Pファイルを奪え!（1986年 上原尚子・山口宏） ISBN 457576017X
警察が米国の強硬派と共に秘密裏に進めていた警察官武装化計画を知った銭形警部は、何としてもこれを阻止するため終生のライバルであるルパンに助けを求めてきた。一緒に秘密研究所に保管されている計画の重要証拠、Pファイルを盗み出して欲しいと言うのだ。果たしてルパンと銭形はPファイルを盗み出すことができるのか。前半は地下3階構造の秘密研究所に潜入してPファイルを盗み出す潜入もの、後半は様々な追手を振り切って羽田空港を目指すチェイスものの二部構成。テレビシリーズでは追いつ追われつだったルパンと銭形の急造凸凹コンビぶりがコミカルに描かれる。序盤に行われる携行アイテムの選別は重要で、持ち込む数に制限はないがその分荷物の重量で体力ポイントが少なくなってしまうのでルートに必要なものを見極めることが肝心。
ルパン三世 謀略の九龍コネクション（1987年 塩田信之） ISBN 4575760218
読者は初めに次元か五ェ門を選択して、一つの事件をそれぞれの視点で進めていく形式。お宝を求めて香港へとやって来たルパン一家。一人遅れて来た五ェ門は街でマフィアの孫娘エリザベスと知り合い、彼女のワガママで巨大遊園地「リトルアイランド」へ付き合うはめになる。一方次元は旧友であるマフィアのボスから孫娘が何者かに誘拐されたので助けて欲しいとの依頼を受けた。かくしてエリザベスを巡って追いつ追われつの関係となった次元と五ェ門だったが、そこへマフィアのボスに恨みを持つ復讐の「殺戮者」が現れる。どのルートを選択しても比較的簡単にエピローグへと辿りつけるが、真のエピローグへ行くには必要なアイテムを途中で入手していなければならないというオマケつき。
ルパン三世 復讐のチャイナタウン（1987年 竹田明・三原治） ISBN 4575760285
サンフランシスコのチャイナタウンで起こったマフィアの女ボス暗殺の濡れ衣を着せられたルパンが真犯人を探し出すストーリー。カリオストロの城から付いた中年おじ様イメージを払拭したいとの作者の意図から、物語のヒロインであるチャイニーズマフィアの美人三姉妹と恋に落ちる若々しいルパンとして描かれている。行動チェック表が一切無いので自分の行動を逐一覚えていなければならない。また、30階立て高層ビルのザ・タワーオブドラゴンを駆け上がるクライマックスシーンのルート選択は多彩。不二子は余りのパラグラフを使ったおまけストーリーに登場する。
ルパン三世  灼熱の監獄島（1987年 大出光貴・上原尚子） ISBN 4575760412
古代文明の遺産「夜の翼」の存在を聞きつけアフリカ赤道直下の島、ホムンクルスへとやってきたルパンはそこで同じく夜の翼を狙う強敵レジオンからの挑戦を受ける。お宝の情報を求めて島の巨大刑務所に潜入したルパンはお馴染みの次元や五ェ門、脱獄を計画する囚人たちとも関わりながら、古代文明遺跡とつながった刑務所内をひた走る。果たしてレジオンとの対決の行方は。そして謎のお宝、夜の翼の正体とは。単純な一本道ではなく、場所を自由に移動できる探索型。その上で多くの伏線をクリアしておかないと最後まで辿り着けない。
ルパン三世 密林の追撃（1987年 上原尚子・佐藤敏美） ISBN 457576051X
主人公は深いジャングルの中で目を覚ました記憶喪失の男。逃げなければという衝動に駆られるままに現地のゲリラ兵達から追われる身となった男は、自分の正体やここに来た目的などの失われた記憶を取り戻そうと密林を彷徨う。いったい「俺」は誰なのか。出会う奴等が口々に言うように本当に俺は「ルパン三世」なのだろうか。内戦状態にある東南アジア某国の密林を舞台に、記憶喪失となったルパンが一人、誰が敵か味方かわからない状況下でゲリラとの凄惨な戦いを繰り広げる。ワルサーはもちろん銃火器の類はいっさい持っていないので、マシェントやEツール、サバイバルナイフなどの限られた軍用携行品を駆使して生き延びなければならない。
ルパン三世 華麗なる挑戦（1988年 前田達彦・渡部功一） ISBN 4575760560
祖父のルパン一世ゆかりの品「双子の女神像」を狙ったルパンだったが、突如表れた少年探偵ホームズ三世によってあっさり作戦を見破られ敢え無く敗走。憎きホームズに復讐を誓うルパンは、協力者となる不良少年団ナックルのメンバーや、ホームズに憧れる小説家志望の美少女シャーリーとの出会いのなかで、次なる女神像強奪作戦を立案するべく情報集めに街をひた走る。かくしてルパンとホームズ、お互いの祖父から続く因縁の対決が始まったのだった。読者は異なる複数の強奪作戦の中から1つを選択してそれに沿ったストーリーを進めることができる自由度がウリだが、ハッピーエンドにつながる作戦はその内のただ1つだけだったりする。
ルパン三世 九龍クライシス（1988年 塩田信之） ISBN 4575760781
「謀略の九龍コネクション」の続編。前作の舞台となった九龍の巨大遊園地リトルアイランドを制御する人工知能コンピュータ、マックからのSOSを受けたお騒がせ娘のエリザベス。日本のハッカー少年タカシと共にマックを救出に向かうがその後は行方不明に。事態を知った五ェ門と次元はエリザベスを追って再び九龍はリトルアイランドへと向かったのだった。主役として行動するのは五ェ門と次元。記録するのは選択した行動に対応した番号チェックシートのみだがその数は計80以上にも及ぶ。それらはチェックによって展開が有利に進むものもあれば逆にペナルティとなるものや単なるタイムロスとなるものと様々。
ルパン三世 黒い薔薇のノスフェラトゥ（1989年 樋口明雄） ISBN 4575760935
ルパンにはまったく覚えがないというのに、世界中のアジトが爆破されたばかりか、五ェ門を含めた3人が襲われた。さらに不二子も危機に陥っていた。そんな時にルパンたちの前に現れたのは、謎の美少女ミシェルに、同じ敵を追っているらしいARMSの連中だった。手がかりの黒い薔薇の意味するものはなにか。そして、鍵を握る吸血鬼伝説の謎とは。
ルパン三世 悪党どもの黙示録（1989年 滝沢一穂） ISBN 457576101X
祖父であるアルセーヌ・ルパンのお宝が展示された博物館に何者かが侵入した。ダンジョン状の巨大な館内を舞台に、ルパンと謎の侵入者との対決が描かれる。そして時折チェックの合計を聞かれる項目があり、あまりその数が多すぎると場合によっては「時間切れ」と称してENDになってしまう珍しい設定。
ルパン三世 戦慄のサブウェイ（1989年 草野直樹） ISBN 457576115X
ルパンに隠し子が?!仲間たちは大騒ぎ。まったく身に覚えのないルパンは濡れ衣を晴らそうと、美幸と名乗るその少女と会うことにしたが…。東京の地下鉄を舞台としたフォックスハンティングシステムが特徴的なゲームブックで、現在時刻や駅に配置した仲間の状況によってイベントが変化する設定。
ルパン三世 暁の第三帝国（1990年 添田寛明・竹田明） ISBN 4575761508
イタリア・ベニスから、かつて父親ルパンII世の仲間だったという贋作師デンホルムから助けを求める手紙が来た。今度の敵は第三帝国の亡霊たちだ。
ルパン三世 AF-1奪回指令（1990年 南一彦） ISBN 4575761583
大統領の乗った専用飛行機がテロリストにジャックされた。何故かペンタゴンに救助を要請されたルパン一家がテロリストに挑む。ルパン、次元、五エ門の3人がパーティを組んで冒険するRPG仕立てとなっており、ルパンと次元は拳銃（ルパンはワルサーP38、次元はコンバットマグナム）、五エ門は斬鉄剣で戦うシステムとなっており、途中でバズーカや火炎放射器が手に入れて、戦う事も出来るが、重火器を使用し過ぎすると機体が損傷するシステムが備わっている。
ルパン三世 失われた絆（1991年 竹田明） ISBN 4575761699
別々の環境で育ったナンシー、キャシーの双子姉妹が自分達の出生の秘密を探るため、ルパン一家と共に孤島のバイオテクノロジー研究所へと潜入する。しかし今回次元はケガをしてしまってお休み。離れていても会話ができるという双子のテレパシー能力を生かし、ルパン×ナンシー組と五ェ門×キャシー組の2チームに分かれて、時折場面を交代しながらそれぞれ独自のゲームを進めていくことになるマルチサイトシステム。ルパン三世ゲームブックシリーズの中では唯一サイコロを使用する作品となっている。
ルパン三世 戒厳令のトルネイド（1991年 富沢義彦） ISBN 457576177X
次元大介は、ひょんなことからICPOによる、ルパン三世逮捕の全面作戦の情報を耳にした。コードネームは"戒厳令作戦"。世界中に一時的に戒厳令を敷き、各国の警察を総動員するという、大掛かりなものらしい。そうしてピンチの相棒を救うべく、全世界中の警察を敵に回す大掛かりなゲームが始まる。

## 作品史

### 1960年代
1967年
8月- 雑誌「漫画アクション」にて漫画『ルパン三世』連載開始。
1969年
5月 - 漫画『ルパン三世』連載終了。
パイロット版アニメーションが完成。

### 1970年代
1971年
8月- 雑誌「漫画アクション」に漫画『ルパン三世 新冒険』連載開始。
10月24日 - テレビアニメ『ルパン三世 (TV第1シリーズ)』放送開始（1972年3月まで）。
1974年
8月3日 - 実写映画『ルパン三世 念力珍作戦』公開。
1977年
6月 - 雑誌「漫画アクション」に漫画『新ルパン三世』連載開始。
10月3日 - テレビアニメ『ルパン三世 (TV第2シリーズ)』放送開始。本作よりメインキャストが固定され、主要スタッフの多くも2000年代まで続投することとなる（一部作品を除く）。
1978年
3月- 春の東宝チャンピオンまつりにて「第2シリーズ」より『ルパン三世 ベネチア超特急』を併映。
12月 - 映画第1作『ルパン三世 ルパンVS複製人間』公開。
1979年
12月 - 映画第2作『ルパン三世 カリオストロの城』公開。

### 1980年代
1980年
4月 - 初のコンピュータゲーム『ルパン三世』発売。
10月6日 - テレビアニメ『ルパン三世 (TV第2シリーズ)』放送終了。
1984年
3月3日 - テレビアニメ『ルパン三世 PARTIII』放送開始。
6月 - 雑誌「漫画アクション」に漫画『SEXYルパン・サード』連載。（8月まで。全4話）
1985年
7月 - 映画第3作『ルパン三世 バビロンの黄金伝説』公開。
1987年
12月- メインキャストを一新したOVA『ルパン三世 風魔一族の陰謀』を劇場にて先行公開。翌年4月にOVA化。
1989年
4月 - テレビスペシャル第1作『ルパン三世 バイバイ・リバティー・危機一発!』を「土曜スーパースペシャル」枠で放送。『風魔一族の陰謀』で変更したメインキャストが元に戻る。

### 1990年代
1990年
7月 - テレビスペシャル第2作『ルパン三世 ヘミングウェイ・ペーパーの謎』を放送。本作から番組枠を『金曜ロードショー』へ変更。以降は同枠で、毎年夏期に1作を放送。
1994年
イタリアの雑誌「Kappa Magazine 22」に『ルパン三世・ALIS PLAUD』掲載。単体作品としては、モンキー・パンチ自身による最後の作品となる。
7月 - テレビスペシャル第6作『ルパン三世 燃えよ斬鉄剣』放送。「TV第1シリーズ」よりルパン三世役を演じた山田康雄の事実上の遺作となる。
1995年
3月19日 - ルパン三世役の山田康雄が死去。
3月31日 - 山田の死去を受け、「金曜ロードショー」で“山田康雄追悼企画”としてテレビスペシャル『ルパン三世 バイバイ・リバティー・危機一発!』を再放送。
4月22日 - 映画第5作『ルパン三世 くたばれ!ノストラダムス』公開。ルパン三世役は、製作中に死去した山田に代わり栗田貫一が代役として担当。
8月、テレビスペシャル第7作『ルパン三世 ハリマオの財宝を追え!!』放送。栗田貫一が正式に2代目・ルパン三世役となる。
1996年
4月- 映画第6作『ルパン三世 DEAD OR ALIVE』公開。原作者のモンキー・パンチがシリーズ初となる監督を務める。
1997年
雑誌「週刊Weekly漫画アクション」にて脚本・高口里純、作画・Shusayによる漫画『ルパン三世』が連載。以降の漫画作品ではモンキー・パンチは執筆せず、監修および原作として参加。
1998年
雑誌「漫画アクション」にて山上正月による漫画『ルパン三世Y』連載開始（2003年まで）。
原作に彩色、動きと効果音、声をつけたCD-ROMのデジタルマンガ『ルパン三世 D2MANGA』が発売。キャストは本作オリジナルとなっている。
11月 - ミュージカル『ルパン三世 I'm LUPIN』公演。
1990年代後半
禁酒法時代にルパン達が活躍するテレビシリーズ『ルパン三世　ワンス・アポン・ア・タイム・アメリカ』が企画されるも、未製作に終わる。

### 2000年代
2001年
「ルパン三世」アニメ化30周年。
8月 - テレビスペシャル第13作『ルパン三世 アルカトラズコネクション』放送。本作よりセル画アニメからデジタルアニメに移行。
2004年
季刊誌「ルパン三世officialマガジン」が創刊。同誌に作画・深山雪男による漫画『ルパン三世M』連載開始（2013年まで）。
2006年
7月 - HIP HOP アーティスト・SEAMO（シーモ）がルパン三世のテーマ曲をラップでカバーした「ルパン・ザ・ファイヤー」が発売。
9月 - テレビスペシャル第18作『ルパン三世 セブンデイズ・ラプソディ』放送。放送が諸事情により、通常の夏期から9月にずれこむ。
9月15日 - 漫画『こちら葛飾区亀有公園前派出所』の特別単行本「超こち亀」にて、クロスオーバー作品「両津勘吉VSルパン三世」掲載。モンキー・パンチ自身が描いた最後の漫画作品となる。
2007年
7月 - 40周年作品でもあるテレビスペシャル第19作『ルパン三世 霧のエリューシヴ』放送。
2009年
3月 - テレビアニメ『名探偵コナン』とのクロスオーバー作品『ルパン三世VS名探偵コナン』が「金曜ロードショー」枠で放映。

### 2010年代
2010年
2月 - テレビスペシャル第21作『ルパン三世 the Last Job』放送。本作以降、テレビスペシャルは毎年冬期の放送となる。
2011年
「ルパン三世」アニメ化40周年。
モンキー・パンチの出身地である北海道浜中町で「ルパン三世・はまなか宝島プラン」と題した町おこしが始まる。
12月 - テレビスペシャル第22作『ルパン三世 血の刻印 〜永遠のMermaid〜』放送。銭形役が山寺宏一、五ェ門役が浪川大輔、不二子役が沢城みゆきに交代。
2012年
3月 - OVA『ルパン三世 Master File』発売。収録した新作短編アニメーション作品「ルパン一家勢揃い」が『TV第1シリーズ』から出演した銭形役の納谷悟朗、『TV第2シリーズ』から出演した五ェ門役の井上真樹夫と不二子役の増山江威子のシリーズ最終出演作となった。
4月 - 『ルパン三世』アニメ化40周年記念の一環として、スピンオフのテレビアニメ『LUPIN the Third -峰不二子という女-』が放送開始。
2013年
3月5日 - 初代・銭形警部役の納谷悟朗が死去。
11月 - テレビスペシャル第24作『ルパン三世 princess of the breeze 〜隠された空中都市〜』放送。本作以降、テレビスペシャルは毎年放送されず不定期放送となる。
12月 - 『名探偵コナン』とのクロスオーバー第2作となる映画『ルパン三世VS名探偵コナン THE MOVIE』公開。
2014年
6月 - スピンオフ作『LUPIN THE IIIRD 次元大介の墓標』が6月21日から6月27日まで期間限定特別上映。本作以降、小池健監督によるOVA「LUPIN THE IIIRD」シリーズが確立する。
8月 - 実写映画『ルパン三世』公開。
2015年
1月 - 宝塚歌劇団による『ルパン三世 -王妃の首飾りを追え!-』が上演（3月まで）。
1月15日 - 『TV第1シリーズ』に出演した初代・石川五ェ門役の大塚周夫が死去。
8月 - 30年ぶりのテレビアニメ『ルパン三世（第4シリーズ）』放送開始。
2016年
1月 - テレビスペシャル第25作『ルパン三世 イタリアン・ゲーム』放送。
2017年
『ルパン三世』連載50周年。記念書籍「ルパン三世大解剖」が発売。
2月 - スピンオフ『LUPIN THE IIIRD 血煙の石川五ェ門』公開。
2月 - 実写ドラマ『銭形警部』が日テレ・WOWOW・Huluの三社で同時期に放送・配信。
7月 - 12月まで日テレ系の深夜アニメ枠「AnichU」にて『ルパン三世ベストセレクション』を放送。
2018年
50周年記念ファイナル企画として、モンキー・パンチが総監督となる新作アニメ『ルパンは今も燃えているか?』を発表。『PART5』の第1巻DVD予約特典として同梱された。
4月 - テレビアニメ『ルパン三世 PART5』放送開始。
2019年
1月 - ユニバーサル・スタジオ・ジャパンの期間限定アトラクションに『ルパン三世カーチェイス XRライド』が登場。
1月 - テレビスペシャル第26作『ルパン三世 グッバイ・パートナー』放送。
4月11日 - 原作者のモンキー・パンチが死去。
4月19日 - モンキー・パンチ追悼企画として「金曜ロードSHOW!」枠で『ルパン三世 ルパンVS複製人間』を放送。5月のモンキー・パンチの誕生日には、BS日テレ「日曜ロードSHOW!」で『ルパン三世 DEAD OR ALIVE』を追悼放送。
5月 - スピンオフ『LUPIN THE IIIRD 峰不二子の嘘』公開。
11月 - テレビスペシャル第27作『ルパン三世 プリズン・オブ・ザ・パスト』放送。同じ年に新作のテレビスペシャルが2作放送されるのは初となる。
11月29日 - 2代目・石川五ェ門役の井上真樹夫が死去。
12月 - 映画第7作にして初の3DCG映画『ルパン三世 THE FIRST』公開。

### 2020年代
2021年
『ルパン三世』アニメ化50周年。
10月 - テレビアニメ『ルパン三世 PART6』放送。初回放送（第0話）をもって、次元役をアニメ開始から50年にわたって演じ続けた小林清志が勇退し、第1話より大塚明夫に交代。
2022年
7月30日 - 初代・次元大介の小林清志が死去。
12月 - ルパンの少年時代を描いた『LUPIN ZERO』をDMM TVで独占配信。
2023年
1月 - アニメ『キャッツ・アイ』とのクロスオーバー作品『ルパン三世VSキャッツ・アイ』がAmazon Prime Videoで配信。
10月 - 実写映画『次元大介』がAmazon Prime Videoで配信。
2024年
5月20日 - 2代目・峰不二子の増山江威子が死去。『TV第2シリーズ』から長期にわたり固定されていたメインキャスト5名が全員故人となる。

## 作品解説
- 主人公のルパン三世はモーリス・ルブランの小説の主人公・アルセーヌ・ルパンの孫という設定であり、銭形幸一(銭形警部)の設定も野村胡堂による小説『銭形平次捕物控』の主人公・銭形平次の子孫としている(所謂、パスティーシュ作品である)。
- 本作は「アルセーヌ・ルパン」シリーズの著作権が有効な頃に始まっているが[77]、ルブランの遺族には編集部の判断で許可を得ていなかった。その為、海外ではエドガー（Edgar）やヴィドック(Vidoqc)などと名前が変えられていた[77]。2012年に著作権が消滅し[77]、2019年1月には正式にフランスで劇場版アニメ第2作(宮崎駿の初監督作品)『ルパン三世 カリオストロの城』が公開された[77]。
- ルパン三世のアニメの原型は『トムとジェリー』。モンキー・パンチはトムとジェリーの掛け合いが好きで、そのままルパン三世の世界として採用しており、銭形警部はトム、ルパン三世はジェリーをモデルにしている[78]。トムとジェリーが心の底から好きだったため、原作者であるジョセフ・バーベラに会いに渡米したことがある[79]。そして実際に会うことができ、作者であるバーベラからルパン三世をモチーフにしたイラストを色紙に書いてもらった[80]。
- 次元は、ルパンを変装させているうちにできあがった[78]。

## 受賞歴
- 第49回日本漫画家協会賞文部科学大臣賞（2020年9月18日）[81]。

## パロディ・オマージュ
- 漫画家の叶バンチョウが『ヌスット』というタイトルでルパン三世のパロディ作品を週刊少年ジャンプで連載していた。連載期間は1970年の4号・5号から38号まで。単行本化はされていない。
- 同じモンキー・パンチ原作、トムス・エンタテインメント制作のアニメ『緊急発進セイバーキッズ』（1991年、テレビ東京）第37話に、大泥棒アルセーヌ・パルンというルパン三世をモデルにしたキャラクターが登場する。主人公の一人ケンがルパンにそっくりなことから誤認逮捕される描写も含めて、ルパン三世のセルフパロディ回となっている。
- サザンオールスターズが1997年に発表した楽曲「01MESSENGER 〜電子狂の詩〜」のミュージック・ビデオでは、ボーカルの桑田佳祐がルパン三世、俳優の杉本哲太が銭形警部を想起させるキャラクターに扮するシーンが含まれている[82]。